# Tú Sơn, Trùng Khánh
Huyện tự trị dân tộc Thổ Gia Tú Sơn (chữ Hán giản thể: 秀山土家族自治县, Hán Việt: Tú Sơn Thổ Gia tộc Tự trị huyện) là một huyện tự trị trực thuộc thành phố trực thuộc trung ương Trùng Khánh, Cộng hòa Nhân dân Trung Hoa. Huyện này có diện tích 2450,25 km2, dân số năm 2006 là 620.000 người. Về mặt hành chính, huyện này được chia ra thành 14 trấn, 18 hương.